# Пали анђео (филм из 2013)
Пали анђео је српски фаунд футиџ хорор филм снимљен у Крушевцу 2013.

## Радња филма

### Крушевац — 1944.
Високи СС официр ислеђује девојчицу опседнуту палим анђелом.

### Крушевачко позориште — 2013.
Група младих уметника одлази у Крушевачко позориште како би снимили пробу своје представе Hip Love Hop. То је за њих једно сасвим нормално летње вече. Међутим, остају закључани у згради. Прва помисао им је да их је чистачица закључала. У потрази за њом и за излазом из зграде, дешава им се низ паранормалних појава. Тако случајно откривају тајну стару 69 година, доживљавајући сопствени хорор. Без публике и глумаца, позорница је мрачна, хладна, сабласна. Ту, у мраку, тражиће се, а већ одавно су изгубљени, вриштаће, а гласови ће им се губити у тишини. Последњим бљеском из очију, последњим криком из душе увидеће палог анђела. Он је тај који је измислио игру, диктирао правила и одредио оног који ће преживети.